# Batman (by)
 For alternative betydninger, se Batman (flertydig). (Se også artikler, som begynder med Batman)
Batman er en by i det sydøstlige Tyrkiet, med et indbyggertal (pr. 2007) på cirka 303.000. Byen er hovedstad i en provins der også hedder Batman, og er et et vigtigt centrum i Tyrkiets olieindustri.
Hovedparten af befolkningen i Batman er kurdisk.